# Anny Rüegg
Anny Rüegg, verheiratete Hardmeier (* 1912; † 1. Mai 2011 in Zürich), war eine Schweizer Skirennfahrerin. Sie wurde zweimal Weltmeisterin und feierte mehrere Siege bei wichtigen internationalen Rennen.

## Biografie
Rüegg belegte 1933 in Innsbruck bei ihrer ersten Teilnahme an Weltmeisterschaften (damals noch als FIS-Rennen bezeichnet) jeweils Platz 20 in der Abfahrt und der Kombination sowie Rang 25 im Slalom. Bei den Arlberg-Kandahar-Rennen in Mürren erreichte sie im selben Jahr bereits den dritten Rang im Slalom und Rang fünf in der Kombination. Ab dem nächsten Winter zählte Rüegg mit zahlreichen Siegen und Podestplätzen in wichtigen internationalen Wettkämpfen zur absoluten Weltspitze. 1934 wurde sie bei den Arlberg-Kandahar-Rennen in St. Anton am Arlberg Zweite in der Abfahrt, Dritte im Slalom und damit hinter Jeanette Kessler Zweite in der Kombination. In Grindelwald erreichte sie bei den SDS-Rennen des Schweizerischen Damen-Skiclubs, dem Rüegg angehörte, den ersten Platz in Abfahrt und Kombination sowie Rang zwei im Slalom. Der grösste Erfolg des Winters gelang ihr bei den Weltmeisterschaften 1934 in St. Moritz, als sie die Abfahrt vor den beiden Deutschen Christl Cranz und Lisa Resch gewann und mit Platz 18 im Slalom auch noch Dritte in der Kombination hinter Cranz und Resch wurde.
Einen zweiten WM-Titel gewann Rüegg im nächsten Jahr bei den Weltmeisterschaften 1935 in Mürren: Sie verdrängte mit klarer Bestzeit im zweiten Durchgang die Halbzeitführende Christl Cranz auf Platz zwei und wurde Weltmeisterin im Slalom. Zudem wurde sie Dritte in der Abfahrt und somit hinter Cranz Zweite in der Kombination. Auch bei den Arlberg-Kandahar- und SDS-Rennen gelangen ihr 1935 erneut Erfolge: Bei den SDS-Rennen in Grindelwald wurde sie Erste im Slalom und jeweils Zweite in Abfahrt und Kombination, und bei den AK-Rennen in Mürren gewann sie Abfahrt, Slalom und Kombination. In allen drei Disziplinen siegte Rüegg auch beim Grand Prix von Megève und bei den Österreichischen Meisterschaften, womit sie Österreichische Meisterin 1935 wurde. Sie gewann in diesem Jahr zudem das Parsenn-Derby und fuhr die schnellste Zeit im Slalom der Schweizer Meisterschaften, wofür damals ein Wanderpreis, aber noch kein offizieller Meistertitel vergeben wurde.
Im Winter 1936 erreichte Rüegg bei den SDS-Rennen erneut den Sieg im Slalom und den zweiten Platz in der Abfahrt, womit sie diesmal auch die Kombination für sich entschied. Dank ihren ausgezeichneten Leistungen zählte Rüegg auch bei den Olympischen Winterspielen 1936 in Garmisch-Partenkirchen zu den Medaillenanwärterinnen. In Garmisch stürzte sie jedoch am 4. Februar, drei Tage vor Beginn der alpinen Rennen, in der letzten Trainingsfahrt des Tages schwer. Sie prallte gegen einen Baum und zog sich Verletzungen im linken Knie zu, die schliesslich ihr Karriereende bedeuteten. Nach 1936 nahm Rüegg nur noch an wenigen Wettkämpfen teil, etwa den Schweizer Meisterschaften 1942.
Sie war mit dem Zürcher Willy Hardmeier verheiratet, der ebenfalls Skisportler war und mehrere vordere Platzierungen bei Schweizer Meisterschaften erreichte.

## Erfolge

### Weltmeisterschaften
- Innsbruck 1933: 20. Abfahrt, 20. Kombination, 25. Slalom
- St. Moritz 1934: 1. Abfahrt, 3. Kombination, 18. Slalom
- Mürren 1935: 1. Slalom, 2. Kombination, 3. Abfahrt

### Weitere Erfolge
Arlberg-Kandahar-Rennen:
- 1933: 3. Slalom, 5. Kombination
- 1934: 2. Abfahrt, 3. Slalom, 2. Kombination
- 1935: 1. Abfahrt, 1. Slalom, 1. Kombination

SDS-Rennen:
- 1934: 1. Abfahrt, 2. Slalom, 1. Kombination
- 1935: 2. Abfahrt, 1. Slalom, 2. Kombination
- 1936: 2. Abfahrt, 1. Slalom, 1. Kombination

Weitere:
- Siegerin in Abfahrt, Slalom und Kombination des Grand Prix von Megève 1935
- Siegerin im Parsenn-Derby 1935
- Österreichische Meisterin in der Kombination 1935
- Siegerin im Slalom der Schweizer Meisterschaften 1935